# Coudray (Mayenne)
Coudray é uma comuna francesa na região administrativa da Pays de la Loire, no departamento de Mayenne. Estende-se por uma área de 11,01 km². Em 2010 a comuna tinha 872 habitantes (densidade: 79,2 hab./km²).